# Agence régionale de la langue frioulane
 (décembre 2019).
L’Agence Régionale de la Langue Frioulane (ARLeF; en frioulan: Agjenzie Regjonâl pe Lenghe Furlane) est l’organisme de la région autonome italienne du Frioul-Vénétie Julienne qui coordonne les activités destinées à protéger et à promouvoir la langue frioulane sur tout le territoire régional. L'ARLeF joue également un rôle dans la mise en œuvre de la réglementation concernant le frioulan, prévue essentiellement par la loi no 482 du 15 décembre 1999 «Normes en matière de protection des minorités linguistiques historiques», par la loi régionale no 15 du 22 mars 1996 (Normes en matière de protection et de promotion du frioulan et de sa culture, et instauration du service pour les langues régionales et minoritaires) et par la loi régionale no 29 du 18 décembre 2007 (Normes en matière de protection, de valorisation et de promotion du frioulan).
L’Agence est un organisme de droit régional ayant une personnalité juridique de droit public et une autonomie administrative et financière, faisant partie du Comparto unico del pubblico impiego (Unification de la fonction publique) du Frioul-Vénétie Julienne. Régie par la loi régionale no 4 du 26 février 2001 (art. 6), elle a débuté ses activités en 2005 à la suite de l’approbation de ses statuts (décret du président de la Région n°0102/Prés. du 19 avril 2005).
L’Agence dispense des conseils linguistiques aux personnes de droit public et privé et elle met en œuvre de nombreuses actions afin de promouvoir la présence et l’usage du frioulan dans les principaux domaines de la vie en société, parmi lesquels la famille, l’école, les médias, les nouvelles technologies, l’administration publique, la recherche scientifique, les spectacles de l’art, la culture, le monde du travail.
L’Agence s’acquitte de ses missions à travers :
- des actions directes;
- Des contributions financières octroyées à des sujets publics ou privés hautement qualifiés ;
- Des formes de coopération avec des organismes publics et privés opérant pour la connaissance, la diffusion et l’usage du frioulan ;
- La création de bourses d’études.

## Les organes
L’organisation de l’Agence repose sur le Conseil d’administration, le Comité scientifique et technique, le Président et le Contrôleur de gestion.

### Le Conseil d’administration
Le Conseil d’administration est nommé par décret du Président de la Région, sur décision conforme de l’exécutif régional. Il est composé de cinq membres dont trois sont proposés par le Conseiller régional compétent en matière de langue frioulane: le président, un membre désigné par le Conseil des collectivités locales, choisi en son sein par les représentants des pouvoirs locaux relevant de la zone de protection de la loi no 482 du 15 décembre 1999 sur les « Normes en matière de protection des minorités linguistiques historiques », et un membre désigné par l’Université d’Udine. L’Exécutif régional s’octroie le droit d’indiquer, parmi les membres du Conseil d’administration qu'il a désignés, le Président de l’Agence. Le Président préside les séances du Conseil d’administration, coordonne les activités de l’Agence dont il est le représentant légal.
Le Conseil d’administration s’acquitte des missions suivantes :
- Adoption du budget prévisionnel, du programme annuel des activités de l’Agence et du bilan final de l’Agence ;
- Approbation des plans d’action finalisés aux objectifs de l’organisation ;
- Approbation des propositions de modification des statuts de l’Agence qui doivent être soumis à la Région pour leur approbation.
- Nomination du Comité scientifique et technique
- Approbation des règlements.

### Comité scientifique et technique
Le Comité scientifique et technique est composé de huit universitaires, professeurs et opérateurs culturels dont l’expérience permet de créer et mettre en œuvre des initiatives pour l’enseignement et la diffusion du frioulan, ainsi que pour la promotion de son usage dans tous les domaines de la communication et de la vie moderne.
Les membres du Comité sont nommés par le Conseil d’administration pour une durée de trois ans et ils peuvent être reconduits.
La composition du Comité doit garantir la présence équilibrée de compétences disciplinaires complémentaires et, en particulier 
- D’experts en linguistique, notamment en planification linguistique
- D’experts en didactique du frioulan et en frioulan;
- D’experts de l’usage du frioulan dans les grands médias;
- D’experts de l’usage du frioulan dans la production artistique, musicale et multimédia.

Le Comité scientifique et technique exerce les fonctions suivantes
- Il soutient le Conseil d’administration dans la formulation du programme annuel des activités de l’Agence ;
- Il soutient le Conseil d’administration dans la formulation du plan général de politique linguistique de la langue frioulane et, chaque année, dans le choix des priorités d’intervention, tenant compte également des ressources financières ;
- Il effectue une mission de conseiller scientifique et technique en faveur de l’Agence ;
- Il s’acquitte de toute autre mission prévue par la réglementation régionale et par les Règlements de l’Agence.

### Le Contrôleur de gestion
Le Contrôleur de gestion est nommé, sur proposition du Conseiller compétent en matière de protection du frioulan, par décret du Président de la Région. Le Contrôleur de gestion exerce des fonctions de contrôle, il est en fonction pour une durée de trois ans à partir de la date de désignation et il ne peut être reconduit qu’une seule fois.

## La structure opérationnelle
La structure opérationnelle de l’Agence comprend le Directeur, le Bureau de Direction et l’Équipe scientifique et technique.
Le Directeur supervise la mise en œuvre des programmations indiquées par les organes administratifs de l’Agence. Dans ce domaine :
- il est responsable de l’exécution des décisions et des mesures des organes de l’Organisation et il met en œuvre les objectifs et les programmations établis par le Conseil d’administration ;
- il participe aux réunions du Conseil d’administration et du Comité scientifique et technique ;
- il dirige le personnel du Bureau de Direction et l’Équipe scientifique et technique dont il coordonne les activités.

Le Bureau de Direction est rattaché au Directeur pour l’accomplissement des tâches de gestion, il a ses propres salariés ainsi que du personnel mis à sa disposition par la Région ou par d’autres administrations publiques.

## Le guichet linguistique régional du frioulan
À travers son Guichet linguistique régional du frioulan, l’ARLeF offre des services de conseil linguistique et toponymique, de traduction écrite, d’information et d’orientation se rapportant au frioulan. Les services offerts s’adressent à tous les organismes locaux, aux organismes jouissant d’une autonomie fonctionnelle et aux concessionnaires de services publics faisant partie du territoire de compétence. En outre, le service peut être garanti aux citoyens s’il est considéré conforme aux lignes directrices définies par la politique linguistique régionale. Le Guichet a un siège central et quatre succursales couvrant tout le territoire frioulano-phone.

## Les projets mis en œuvre par l’ARLeF
L’Agence s’est engagée dans des actions directes de la vie de société.

### La famille
Le projet Crescere con più lingue (Grandir avec plusieurs langues) est réalisé en collaboration avec les organismes de santé publique du territoire frioulan-phone ayant comme objectif principal celui de promouvoir auprès des nouveaux parents les nombreux avantages cognitifs et métacognitifs dérivant d’une éducation multilingue. En outre, le projet vise à combattre les préjugés qui aujourd’hui peuvent encore influencer le choix des familles par rapport au processus éducatif multilingue. Enfin, Crescere con più lingue (Grandir avec plusieurs langues) favorise et encourage les caractéristiques culturelles et linguistiques propres au territoire régional, ainsi que son "multilinguisme naturel".

### Les nouvelles technologies
L’Agence a mis en place différents instruments informatiques dans le but de faciliter l’usage écrit du frioulan selon les règles de la graphie officielle (définie selon la Loi régionale 15/96, art. 13). Sur le site de l’ARLeF les utilisateurs trouveront à leur disposition :
- le Grande Dizionario Bilingue Italiano – Friulano (le Grand Dictionnaire Bilingue Italien - Frioulan), le dictionnaire le plus complet quant aux lemmes et descriptions détaillées actuellement à disposition pour le frioulan, disponible également en applications pour tablettes et smartphones ;
- le Correttore Ortografico Friulano (le Correcteur d’orthographe frioulan) grâce auquel il est possible d’analyser un texte écrit et mettre en évidence les fautes d’orthographe, ainsi que d’obtenir des suggestions sur les corrections à apporter ;
- la Tastiera Friulana Semplice (le Clavier Frioulan simple), un programme permettant d’écrire de façon rapide en frioulan, simplifiant ainsi la saisie des accents et des caractères spéciaux, grâce à une rapide combinaison de touches.

### Les enfants
L’émission télévisée Maman! est la première émission pour enfants totalement en frioulan. L’Agence a également réalisé la version frioulane de différents dessins animés, parmi lesquels Omenuts, Tui e Tuie et Rite e Cjossul. Sur le site internet de l’ARLeF, une partie ludique et didactique entièrement consacrée aux plus petits est également disponible.

### L’école
La campagne institutionnelle d’information et de sensibilisation Pavee. La magjie dal furlan (Pavee. La magie du frioulan) a été créée spécialement pour les parents d’enfants d’âge préscolaire et scolaire afin de les sensibiliser au recours à l’enseignement du frioulan pour leurs enfants, choisissant l’option au moment de l’inscription à l’école maternelle, élémentaire et secondaire inférieure.

### L’histoire et la culture
Fieste de Patrie dal Friûl (Fête de la Patrie du Frioul) – Depuis 2015, grâce à l’approbation de la Loi Régionale no 6 du 27 mars, dont l’objectif est de rappeler et valoriser les origines, la culture et l’histoire de l’autonomie du peuple frioulan, l’ARLeF soutient la réalisation de la célébration officielle de la Fête, ainsi que des plus de 100 autres événements s’y rapportant et qui sont organisés par les organismes locaux du territoire frioulan-phone le 3 avril de chaque année. Les célébrations remémorent le 3 avril 1077 qui décréta la naissance de l’État Patriarcal frioulan qui réunit jusqu’au XVe siècle le Frioul et beaucoup d’autres territoires en un seul et unique État, lequel pour l’époque atteignit des formes d’organisation civile très avancées.
Le projet Teatri Stabil Furlan (Théâtre Frioulan), visant à créer un organisme de production théâtrale en frioulan et à mettre pour la première fois en contact certaines des institutions les plus qualifiées du théâtre et de la culture de langue frioulane, est issu de la coopération entre l’ARLeF et différents organismes tels que la Ville d’Udine, le Css Teatro stabile di innovazione del Friuli-Venezia Giulia (le Théâtre d’innovation Css du Frioul-Vénétie Julienne), la Fondation Teatro Nuovo Giovanni da Udine, l’Accademia di arte drammatica „Nico Pepe“ (Académie d’art dramatique “Nico Pepe”), la Società Filologica Friulana (la Société Philologique Frioulane) et l’Istitût Ladin Furlan Pre Checo Placerean (l’Association culturelle Pre Checo Placerean).
L’exposition itinérante Furlan, lenghe de Europe (le Frioulan, langue européenne) présente de manière succincte mais détaillée le concept d’identité frioulane, explique le contexte socioculturel dans lequel la langue s’est développée et illustre les stratégies de politique linguistique réalisées sur le territoire frioulano-phone.

### La promotion de la langue
L’ARLeF a réalisé la campagne institutionnelle d’information et de sensibilisation en faveur d’un usage conscient et quotidien du frioulan Al dipent di nô (Ça dépend de nous). Le projet comprend différentes phases et implique de nombreuses chaînes de médias s’adressant aux citoyens frioulans, en particulier les plus jeunes, pour les encourager à soutenir de façon active le frioulan.

## Les projets soutenus par l’ARLeF
L’Agence soutient la promotion du frioulan dans les secteurs de l’édition, du spectacle et de la recherche scientifique à travers la concession de contributions destinées, après publication d’appels d’offre prévus à cet effet, aux organismes publics et privés.
Quelques exemples de projets soutenus par l’ARLeF au cours de ces dernières années :
- Suns Europe[7], le plus important festival européen des spectacles vivants en langue minoritaire ;
- Docuscuele, le «centro di documentazione, ricerca e sperimentazione didattica per la scuola friulana»[8], (centre de documentation, recherche et expériences didactiques pour l’école frioulane) réalisé afin de mettre sur réseau les projets et les compétences dans le domaine de l’enseignement du frioulan ;
- Lenghis-Ladint[9], un instrument didactique informatique utilisé pour l’enseignement du frioulan dans un contexte multilingue contenant une bibliothèque numérique et un riche laboratoire d’exercices ;
- Free&Ulli, GjatUt, Fameis et Cressi par furlan, les 4 collections de livres pour l’enfance ;
- INT/ART[10], la série de documentaires sur les jeunes artistes et créateurs qui utilisent le frioulan dans leur production artistique ;
- les films Missus[11] et Predis[12], sur la bataille des prêtres frioulans pour la reconnaissance de la langue frioulane.

## Les protocoles d’entente
L’Agence a en outre stipulé une série de protocoles d’entente et mis en place de nombreuses collaborations avec d’importantes réalités frioulanes pour la promotion de la langue dans tous les domaines de la société. Les protocoles prévoient de nombreuses activités comme la traduction de matériel d’information et de promotion, la réalisation d’événements communs, la réalisation de campagnes d’information multilingues...
Juste pour citer quelques exemples, qui permettent de mieux comprendre l’hétérogénéité des collaborations mises en place, on rappellera : le Mittelfest – Festival de musique, danse, théâtre et arts visuels des pays de la Mitteleuropa ; Isontina Ambiente s.r.l. – la société gère les contrats du service environnemental dans 25 communes de la province de Gorizia ; Udinese Calcio S.p.A. (Club de football basé à Udine) ; FUC – Società Ferrovie Udine-Cividale s.r.l. (Société des Chemins de Fer Udine-Cividale)

## Les projets européens
L’Agence a participé et participe, en qualité de partenaire, à différents projets européens tels que :
- ID-COOP – Identità e cooperativismo in territori di insediamento di minoranze storico-linguistiche[17] (Identité et coopératisme dans les territoires d’installation de minorités historiques et linguistiques), créé dans le but de promouvoir de manière innovante le lien entre le coopératisme et les minorités historiques et linguistiques présentes dans les zones transfrontalières qui participent au projet afin d’en améliorer la compétitivité ;
- RUSH – Lingue minoritarie e orizzonti plurilingui[18] (Langues minoritaires et horizons multilingues), qui prévoit la collaboration entre les écoles et les institutions d’Italie, de Croatie et d’Espagne, trois parmi les pays qui se distinguent par la présence d’importantes minorités linguistiques, dans le but de créer à la fois un guide didactique (en recourant aux langues officielles et minoritaires des régions participant au projet) et un centre de collecte et de documentation des ressources éducatives pour la circulation et le partage de l’ensemble du matériel éducatif multilingue ;
- Eumint (Euroregioni, Migrazione e Integrazione)[19] (Eurorégions, Migration et Intégration), qui a pour but de consolider la coopération entre les institutions de la zone transfrontalière entre l’Autriche et l’Italie, en associant les régions de la Vénétie et du Frioul-Vénétie Julienne, les provinces autonomes de Trente et Bolzano, et les Länder autrichiens du Tyrol et de la Carinthie. Le but principal est de réussir à affronter les aspects critiques à caractère social, économique, politique et culturel liés aux phénomènes migratoires, et à renforcer les politiques d’intégration dans les zones faisant partie du projet.

En outre, l’ARLeF fait partie du Network to promote linguistic diversity (NPLD) (Réseau pour promouvoir la diversité linguistique), le réseau paneuropéen travaillant dans le domaine de la politique et de la planification linguistique qui jouit d’une très grande réputation au niveau des institutions européennes telles que la Commission européenne, le Parlement européen et le Conseil de l’Europe. Il s’agit d’une plateforme opérationnelle créée afin de soutenir, protéger et promouvoir les langues minoritaires et régionales dans toute l’Europe à travers l’échange des meilleures pratiques et des informations entre les différents experts du secteur.
Depuis le 1er juillet 2014, le Conseil régional de la Région Frioul-Vénétie Julienne fait officiellement partie du Network et l’ARLeF s’est vu attribuer le rôle opérationnel de gestion, organisation et soutien à la Région Frioul-Vénétie Julienne dans les activités du NPLD.